# Saint-Georges-Lagricol

Saint-Georges-Lagricol este o comună în departamentul Haute-Loire, Franța. În 2009 avea o populație de 491 de locuitori.